# Robert B. Hauser
Pour les articles homonymes, voir Hauser.
Robert B. Hauser (parfois crédité Robert Hauser), né le 25 mars 1919 à Spokane (État de Washington), mort le 8 juillet 1994 à Los Angeles (Californie), est un directeur de la photographie américain, membre de l'ASC.

## Biographie
Au cinéma, Robert B. Hauser est chef opérateur de seulement seize films américains (le cas échéant en co-production), depuis Drôle de couple de Gene Saks (1968, avec Jack Lemmon et Walter Matthau) jusqu'à Le Rabbin au Far West de Robert Aldrich (1979, avec Gene Wilder et Harrison Ford). Citons également Un homme nommé cheval d'Elliot Silverstein (1970, avec Richard Harris et Judith Anderson), Le Mans de Lee H. Katzin (1971, avec Steve McQueen et Siegfried Rauch) et L'Ultimatum des trois mercenaires de Robert Aldrich (film germano-américain, 1977, avec Burt Lancaster et Richard Widmark).
Il est surtout actif à la télévision et travaille sur trente-quatre téléfilms. Les deux premiers sont diffusés en 1970, dont La Fraternité ou la Mort de Paul Wendkos (avec Glenn Ford et Rosemary Forsyth) ; les quatre derniers sont diffusés en 1981. Mentionnons aussi Meurtre au 43e étage de John Carpenter (1978, avec Lauren Hutton et David Birney).
En outre, Robert B. Hauser collabore à vingt-et-une séries entre 1958 et 1984, dont Les Incorruptibles (quatre épisodes, 1960), C'est arrivé à Sunrise (vingt-et-un épisodes, 1961-1962) et Des agents très spéciaux (cinq épisodes, 1967-1968).

## Filmographie partielle

### Cinéma
(comme directeur de la photographie, sauf mention contraire)
- 1950 : Haines (The Lawless) de Joseph Losey (cadreur)
- 1957 : Les espions s'amusent (Jet Pilot) de Josef von Sternberg (premier assistant opérateur)
- 1968 : Drôle de couple (The Odd Couple) de Gene Saks
- 1968 : Fureur à la plage (The Sweet Ride) d'Harvey Hart
- 1969 : Hail, Hero! de David Miller
- 1969 : La Mutinerie (Riot) de Buzz Kulik
- 1970 : Un homme nommé cheval (A Man Called Horse) d'Elliot Silverstein
- 1970 : Norwood de Jack Haley Jr.
- 1970 : Soldat bleu (Soldier Blue) de Ralph Nelson
- 1971 : Le Mans (titre original) de Lee H. Katzin
- 1971 : Willard de Daniel Mann
- 1974 : Lost in the Stars (en) de Daniel Mann
- 1974 : Hangup d'Henry Hathaway
- 1974 : Les Inconnus du désert (en) (All the Kind Strangers) de Burt Kennedy
- 1977 : L'Ultimatum des trois mercenaires (Twilight's Last Gleaming) de Robert Aldrich
- 1978 : Le Convoi (Convoy) de Sam Peckinpah (prises de vues additionnelles)
- 1978 : Mean Dog Blues de Mel Stuart
- 1979 : Le Rabbin au Far West (The Frisco Kid) de Robert Aldrich

### Télévision
Séries
- 1960 : Les Incorruptibles (The Untouchables), saison 1, épisode 16 Témoin-clé (Star Witness) de Tay Garnett, épisode 17 Guerre des gangs à Sain-Louis (The St. Louis Story) d'Howard W. Koch, épisode 20 Le Coup de filet (The Big Squeeze), et épisode 29 L'Histoire de Frank Nitti (The Frank Nitti Story) d'Howard W. Koch
- 1961 : Hong Kong, saison 1, épisode 21 With Deadly Sorrow de Paul Henreid
- 1961-1962 : C'est arrivé à Sunrise (Bus Stop), saison unique, 21 épisodes
- 1964-1966 : Peyton Place, feuilleton, 7 épisodes
- 1967-1968 : Des agents très spéciaux (The Man from U.N.C.L.E.), saison 4, épisode 10 L'École de survie (The Survival School Affair), épisode 11 L'Affaire Gurnius (The Gurnius Affair) de Barry Shear, épisode 12 La Voix d'Armageddon (The Man from THRUSH Affair), épisode 15 et 16 Les Maîtres du monde, 1re et 2e parties (The Seven Wonders of the World Affair, Parts I & II)
- 1972 : Mission impossible (Mission : Impossible), saison 7, épisode 10 L'Ultimatum (Ultimatum)
- 1975 : La Côte sauvage (Barbary Coast), saison unique, épisode 1 (pilote) The Barbary Coast de Bill Bixby
- 1976 : L'aventure est au bout de la route (Movin' On), saison 2, épisode 16 The Big Switch
- 1982 : Fame, saison 1, épisode 2 L'Audition (Passing Grade)
- 1984 : Supercopter (Airwolf), saison 1, épisode 3 La Morsure du chacal (Bite of the Jackal)

Téléfilms
- 1970 : La Fraternité ou la Mort (The Brotherhood of the Bell) de Paul Wendkos
- 1970 : Night Slaves (en) de Ted Post
- 1972 : Killer by Night de Bernard McEveety
- 1972 : The Strangers in 7A (en) de Paul Wendkos
- 1973 : The Night Strangler (en) de Dan Curtis
- 1974 : Nightmare de William Hale
- 1974 : Six colts et un coffre (en) (Shootout in a One-Dog Town) de Burt Kennedy
- 1974 : Punch and Jody (en) de Barry Shear
- 1974 : The Disappearance of Flight 412 (en) de Jud Taylor
- 1975 : Le Dernier Jour (The Last Day) de Vincent McEveety
- 1975 : La Légende de Lizzie Borden (The Legend of Lizzie Borden) de Paul Wendkos
- 1975 : La Rue Delancey (Street Delancey : The Crisis Within) de James Frawley
- 1977 : Intimate Strangers de John Llewellyn Moxey
- 1977 : Yesterday's Child de Corey Allen, Bob Rosenbaum et Jerry Thorpe
- 1977 : The Death of Richie (en) de Paul Wendkos
- 1978 : Roll of Thunder, Hear My Cry de Jack Smight
- 1978 : Thou Shalt Not Commit Adultery de Delbert Mann
- 1978 : Suddenly, Love de Stuart Margolin
- 1978 : Meurtre au 43e étage (Someone's Watching Me!) de John Carpenter
- 1978 : A Woman Called Moses (en) de Paul Wendkos
- 1979 : When Hell Was in Session de Paul Krasny
- 1979 : Le Retour des Mystères de l'Ouest (The Wild Wild West Revisited) de Burt Kennedy
- 1979 : Christmas Lilies of the Field (en) de Ralph Nelson
- 1980 : Alcatraz (Alcatraz : The Whole Shocking Story) de Paul Krasny
- 1981 : Cauchemar (No Place to Hide) de John Llewellyn Moxey
- 1981 : La Rupture (en) (The Day the Loving Stopped) de Daniel Mann
- 1981 : Terror Among Us (en) de Paul Krasny
- 1981 : Hôpital sous surveillance (Killjoy) de John Llewellyn Moxey